# TomTom

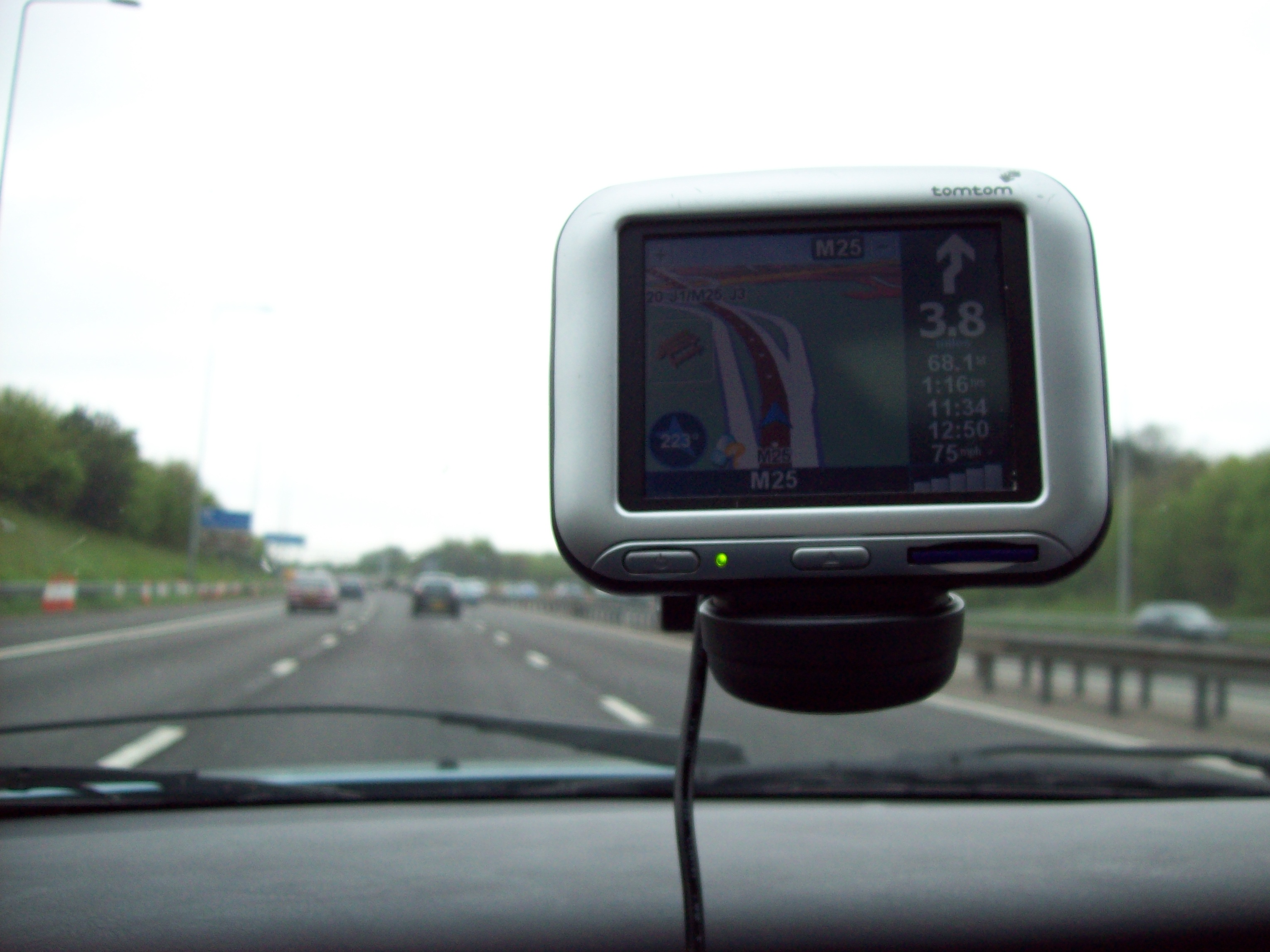
TomTom Go 500

TomTom — нидерландская компания, поставщик устройств для автомобильной и персональной GPS-навигации. В основном выпускает навигаторы с собственным программным обеспечением и картами; также является поставщиком программного обеспечения и карт для некоторых других производителей. Навигаторы TomTom широко распространены в странах Евросоюза и Северной Америки. В настоящее время идет выход на рынки России, стран Восточной Европы, Азии и Латинской Америки.
В 2008 году TomTom приобрел компанию Tele Atlas, получив таким образом собственное подразделение по производству навигационных карт.

## Факты
- После того как компания Nokia объявила о выпуске Ovi Maps, акции TomTom подешевели на 10,59 %[1].
- В декабре 2009 года московский GPS-CLUB провел сравнение восьми навигационных программ:

Маршрут, проложенный системой TomTom, был самым простым и очевидным. ... При построении маршрута минимизируется число левых поворотов и разворотов, чем достигается не только удобство при езде по маршруту, но и скорость его прохождения, что и подтверждает третье место в общем зачете.Сайт  «IXBT», GPS-CLUB 2 марта 2010 г.
- Компания Apple выбрала карты TomTom для использования в навигационном приложении собственной разработки, встроенном во все мобильные устройства на базе операционной системы iOS 6. Таким образом компания Apple заменила карты Google Maps своим собственным приложением и расширила их функциональность, добавив навигатор[3].
- В апреле 2011 года TomTom признала, что данные о скорости, полученные с её навигаторов, могли передаваться в полицию для борьбы с превышением скорости в Нидерландах[4]. Данные использовались для размещения пунктов контроля скорости.[5]  В мае 2011 компания сообщила о планах по продаже статистической информации о скоростях австралийским Roads and Traffic Authority для тех же целей.[6]
- В январе 2019 года TomTom и DENSO заявили о совместной разработке программной платформы для автономных транспортных средств.
- Карты компании будут использоваться в смартфонах китайской компании Huawei на замену картам Гугл (соглашение подписано в 2020 г.).[7]